# Pineapple Army
Pineapple Army (jap. パイナップルARMY Painappuru āmī) – manga napisana przez Kazuyę Kudō i zilustrowana przez Naokiego Urasawę, publikowana na łamach magazynu „Big Comic Original” wydawnictwa Shōgakukan w latach 1985–1988.

## Fabuła
Seria opowiada o Jedzie Goshim, byłym żołnierzu piechoty morskiej Stanów Zjednoczonych, który służył na wojnie w Wietnamie. Po opuszczeniu piechoty morskiej walczył na całym świecie jako najemnik, zanim przeszedł na emeryturę w 1979 roku. Obecnie mieszka w Nowym Jorku i zarabia na życie szkoląc innych w walce. Goshi nie dyskryminuje osób, które trenuje, niezależnie od tego, czy są to bengalscy milicjanci, pracownicy biurowi, czy cztery małe dziewczynki.

## Produkcja
Manga Pineapple Army została napisana przez Kazuyę Kudō i zilustrowana przez Naokiego Urasawę. Pomysł na fabułę wymyślił Takashi Nagasaki, ale Urasawa starał się dodać humor, ponieważ uznał ją za „trudną”. Początkowo historia rozgrywa się w Nowym Jorku, ale ponieważ redaktor uważał, że grupą docelową magazynu są mężczyźni, w pewnym momencie akcja przenosi się do Europy.

## Publikacja serii
Seria była wydawana w magazynie „Big Comic Original” w latach 1985–1988. Jest to pierwsze duże dzieło Urasawy, obok innej mangi, którą rysował w tym samym czasie, Yawara!. Poszczególne rozdziały zostały zebrane w 8 tankōbonach, wydawanych od 29 marca 1986 do 30 lipca 1988 nakładem wydawnictwa Shōgakukan. Sześciotomowe wydanie bunkoban zostało opublikowane między 17 listopada 1995 a 16 marca 1996.
| Nr | Data wydania (język japoński) | ISBN (język japoński) |
| -- | ----------------------------- | --------------------- |
| 1  | 29 marca 1986                 | ISBN 4-09-181081-0    |
| 2  | 30 kwietnia 1986              | ISBN 4-09-181082-9    |
| 3  | 30 października 1986          | ISBN 4-09-181083-7    |
| 4  | 28 lutego 1987                | ISBN 4-09-181084-5    |
| 5  | 30 maja 1987                  | ISBN 4-09-181085-3    |
| 6  | 30 września 1987              | ISBN 4-09-181086-1    |
| 7  | 30 maja 1988                  | ISBN 4-09-181087-X    |
| 8  | 30 lipca 1988                 | ISBN 4-09-181088-8    |

## Odbiór
Krytyk mangi Jason Thompson stwierdził, że Pineapple Army odniosło umiarkowany sukces w Japonii, ale zawiodło w Ameryce. Spekulował, że decyzja Viz Media o zamówieniu nowych okładek, wykonanych przez nieznanego artystę w „stylu Dave’a McKeana” mogła wprowadzać w błąd, gdy czytelnik otwierał mangę i widział małe dziewczynki rzucające granatami ręcznymi. W 2012 roku Thompson powiedział, że Pineapple Army to jego najmniej ulubione dzieło Urasawy dostępne w języku angielskim. Chociaż kreska jest dobra, uważał, że artysta nie wykształcił jeszcze własnego stylu i wykazywał zbyt duży wpływ Katsuhiro Ōtomo. Thompson w dużej mierze porównał komiks do Golgo 13 (przy którym pracował wcześniej Kudō) ze względu na samodzielne historie o najemnikach, ale stwierdził, że rozdziały są znacznie krótsze i przez to sprawiają wrażenie pośpiesznych.